# La Haute-Côte-Nord
A Regionalidade Municipal do Condado de La Haute-Côte-Nord está situada na região de Côte-Nord na província canadense de Quebec. Com uma área de mais de doze mil quilómetros quadrados, tem, segundo o censo de 2006, uma população de cerca de doze mil pessoas sendo comandada pelo município de Les Escoumins. Ela é composta por 9 municipalidades: 1 cidade, 7 municípios e 1 território não organizados.

## Municipalidades

### Cidades
- Forestville

### Municípios
- Colombier
- Les Bergeronnes
- Les Escoumins
- Longue-Rive
- Portneuf-sur-Mer
- Sacré-Coeur
- Tadoussac

### Território não organizado
- Lac-au-Brochet

## Região Autônoma
A reservas indígena Essipit não é membros do MRC, mas seu território está encravado nele.